# Psychotria nymannii
Psychotria nymannii är en måreväxtart som beskrevs av Ined.. Psychotria nymannii ingår i släktet Psychotria och familjen måreväxter. Inga underarter finns listade i Catalogue of Life.